# Göran Ramberg
Göran Ingemar Ramberg, född 28 januari 1930 i Väla församling i dåvarande Skaraborgs län, död 15 november 2014 i Helsingborg i Skåne län, var en svensk jurist och författare.

## Biografi
Efter akademiska studier blev Ramberg juris kandidat vid Stockholms högskola 1953, tjänstgjorde vid Forum för borgerlig debatt 1953–1955, genomförde sin tingstjänstgöring 1956–1957 och verkade vid Heilborns advokatbyrå i Östersund 1958–1961. Från 1961 bedrev han sedan advokatverksamhet i Helsingborg.
Han var ordförande i flera bolagsstyrelser, styrelseledamot i Sveriges Advokatsamfund 1969–1975, ordförande i dess yrkesråd 1978–1982, dess södra avdelning 1980–1984 och i delegationen för advokatförsäkringar 1982–1986. Han skrev artiklar i samhällspolitiska och juridiska frågor. På äldre dar gav han på förlaget Atlantis ut två böcker med historiskt fokus.
Göran Ramberg var son till köpmannen Werner Ramberg och Ebba, ogift Blomqvist, samt farbror till Tomas Ramberg. Göran Ramberg gifte sig 1950 med Marianne Hansson (född 1928), dotter till direktören Wiktor Hansson och Anna, ogift Svensson. De fick tre barn: journalisten Agneta Ramberg (född 1950), Magnus Ramberg (född 1960) och Hans Ramberg (född 1963).